# 秦素萍
秦素萍（1928年12月—2019年6月28日），女，江苏启东人，中华人民共和国政治人物，曾任江苏省妇女联合会主任，第四届全国人大代表。

## 家庭
丈夫唐如浴，曾任江苏省农业局书记、局长。